# مارشال لوك
مارشال لوك (بالإنجليزية: Marshall Locke)‏ هو لاعب كرة قاعدة أمريكي، ولد في 12 مارس 1857 في آشلاند في الولايات المتحدة، وتوفي بنفس المكان في 6 مارس 1940.